# Pixadina (grup de bolets)
Les pixadines són cama-secs de colors vius (roig, taronja, groc, verd), de làmines molt espaiades, engruixides i com de cera.
Els caràcters més utilitzats per diferenciar les espècies són el color del barret i la viscositat de cama i barret.  Aquests caràcters poden variar segons edat o condicions ambientals. Per evitar errors en la identificació observareu en el llistat d’espècies més corrents que una mateixa espècie pot aparèixer en diferents grups.

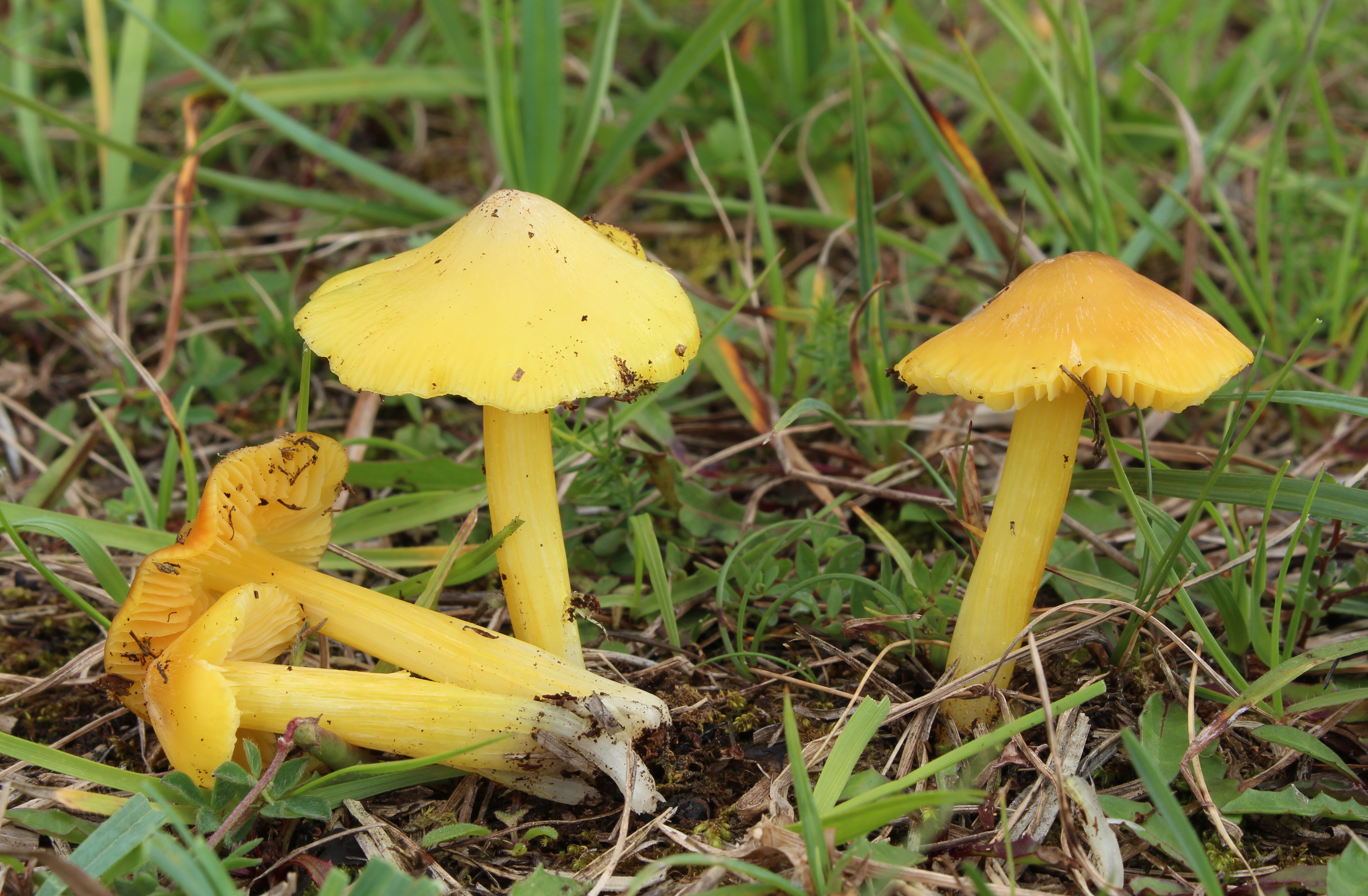
Pixadina groga cònica (Hygrocybe acutoconica)

## Morfologia
Per diferenciar les espècies de pixadines cal analitzar els següents detalls morfològics:
- Superfície del barret: Cal esbrinar si és seca o viscosa. És útil col·locar la llengua sobre el barret per detectar si te tast amarg. Els colors poden variar al llarg de la maduració, o ennegrir un cop collits o al frec.
- Làmines: Important determinar el tipus d’inserció (lliures, soldades, escotades, decurrents)
- Cama:  Cal esbrinar si és seca, humida o viscosa. Si és realment viscosa se us farà difícil aguantar la cama amb dos dits.
- Carn: Pot envermellir al frec (H. ovina) o ennegrir
- Olor: Força variat. Poden tenir olor de Lactarius quietus (Hygrocybe quieta), dolça com la mel (H. splendidissima, H. reiidi) o  de lleixiu (H. nitrata)

## Hàbitat
Són bolets de prats, pastures, clarianes, marges de camins i platges arenoses. Només hi ha alguns exemples de pixadines que creixin en boscos, com és el cas de la pixadina de bosc (Hygrocybe quieta).

## Usos
La pampeta de prat (Cuphophyllus pratensis) és la única espècies de pixadina comestible.

## Espècies de pixadines
Es diferencien dos grans grups de pixadines 

### Pixadines de cama llenegosa o humida
Podem diferenciar-ne dos subgrups:
Pixadines que ennegreixen al frec o amb l’edat
- Hygrocybe conica, pixadina

- Hygrocybe conicoides, pixadina de dunes

Pixadines que no ennegreixen
- Hygrocybe mucronella, pixadina amarga
- Gliophorus laetus, pixadina de cautxú cremat
- Hygrocybe salicis-herbaceae, pixadina de salenca
- Hygrocybe chlorophana, pixadina groga
- Gliophorus psittacinus, pixadina verda

### Pixadines de cama seca
Podem diferenciar-ne dos subgrups:
Pixadines de tons blanquinosos, grisencs, brunencs, groguencs pàl·lids, taronja mat o negres; cama algun cop amb colors violacis
- Pixadines de làmines decurrents: 
  - Cuphophyllus pratensis, pampeta de prat
  - Hygrocybe lacmus, pixadina grisa
  - Cuphophyllus colemannianus, pixadina torrada
  - Cuphophyllus russocoriaceus, pixadina de cedre
  - Cuphophyllus virgineus, llenega blanca petita

- Pixadines de làmines adnates o lliures:
  - Hygrocybe conica, pixadina
  - Hygrocybe spadicea, pixadina bruna
  - Porpolomopsis calyptriformis, pixadina de barret de bruixa
  - Hygrocybe conicoides, pixadina de dunes
  - Hygrocybe nitrata, pixadina de lleixiu
  - Cuphophyllus fornicatus, pixadina de mugró
  - Hygrocybe ovina, pixadina vermellejant

Pixadines de tons vius (groc viu, taronja, vermell o, algun cop, lila o rosa); cama mai de color violaci
- Pixadines de barret llenegós: 
  - Hygrocybe conica, pixadina
  - Hygrocybe mucronella, pixadina amarga
  - Hygrocybe spadicea, pixadina bruna
  - Hygrocybe quieta, pixadina de bosc
  - Gliophorus laetus, pixadina de cautxú cremat
  - Hygrocybe conicoides, pixadina de dunes
  - Hygrocybe salicis-herbaceae, pixadina de salenca
  - Hygrocybe ceracea, pixadina groga menuda
  - Hygrocybe chlorophana, pixadina groga
  - Hygrocybe aurantiosplendens, pixadina taronja
  - Gliophorus psittacinus, pixadina verda
  - Hygrocybe punicea, pixadina vermella
  - Hygrocybe coccinea, pixadina vermella petita

- Pixadines de barret sec: 
  - Hygrocybe mucronella, pixadina amarga
  - Hygrocybe turunda, pixadina aspre
  - Hygrocybe spadicea, pixadina bruna de làmines grogues
  - Porpolomopsis calyptriformis, pixadina de barret de bruixa
  - Hygrocybe quietia, pixadina de bosc
  - Hygrocybe calciphila, Hygrocybe miniata, pixadina de calcària
  - Hygrocybe reidii, pixadina de mel
  - Hygrocybe coccineocrenata, pixadina de mollera
  - Hygrocybe cantharellus, pixadina de molsa
  - Hygrocybe splendidissima, pixadina esplèndida
  - Hygrocybe intermedia, pixadina fibrosa
  - Hygrocybe acutoconica, pixadina groga cònica